# جوزيف ريتز
جوزيف ريتز (14 ديسمبر 1899 – 31 يوليو 1943) هو مبارز بالسيف نمساوي راحل، مثّل بلاده في الألعاب الأولمبية الصيفية 1936.

## روابط رياضية
جوزيف ريتز على موقع اللجنة الأولمبية الدولية (الإنجليزية)
- جوزيف ريتز على موقع أوليمبيديا (الإنجليزية)